# استان شمالی (بحرین)
 استان شمالی (به عربی:  محافظة الشمالیة)، یکی از استان‌های پنجگانهٔ کشور پادشاهی بحرین است.
این استان شامل بیشترین مناطق کشور بحرین می‌باشد، و مهم‌ترین مناطق آن عبارتند از:
سار, المرخ, القریه, مقابه, باربار, دراز, حمد، مالکیه، دمستان، کرزکان و بنی جمره.

## آثار باستانی
در استان شمالیه آثار باستانی و مناطق تاریخی گوناگونی وجود دارد که شرح زیر می‌باشد:
- شهرک تاریخی سار.
- قلعه بحرین
- مسجد خمیس
- معبد باربار
- معبد دراز
- بیت الجسرة
- عین أم السجور
- قبور عالی